# Управление народонаселения и миграции (Израиль)
Управление народонаселения и миграции (иврит: רשות האוכלוסין וההגירה) является государственным органом, ответственным за реализацию государственной политики и исполнение делегированных ему полномочий министра внутренних дел в сфере обращения с населением и иностранными подданными. Деятельность Управления основана на нескольких законах, в том числе Законе о въезде в Израиль, Законе о гражданстве, Законе о возвращении, Законе о регистре населения, Законе об иностранных работниках и Законе о предотвращении проникновения.
Управление является доверенным подразделением Министерства внутренних дел, и глава Управления подчиняется непосредственно министру внутренних дел. Управление централизует полномочия, которые ранее были переданы Управляющему по народонаселению в Министерстве внутренних дел, Полиции Израиля, Министерстве промышленности, торговли и занятости и Министерстве труда и социального обеспечения. Управление было создано в 2008 году в соответствии с постановлением правительства № 3434, в котором было определено, что оно заменит менеджера по народонаселению в Министерстве внутренних дел. С августа 2021 года генеральным директором ведомства является Эял Сисо.

## История
30 июля 2002 года 30-й премьер-министр Израиля Ариэль Шарон решил создать в израильской полиции отдел иммиграции, который станет основой для создания иммиграционного органа с целью сокращения числа нелегальных жителей. , а также создание подразделения поддержки для работы с иностранными рабочими в Министерстве труда и социального обеспечения. Его создание было поручено генералу полиции Яакову Ганоту, бывшему командиру Пограничной полиции (2001—2002 гг.) и будущему главе Управления тюрем (2003—2007 гг.).
4 апреля 2004 года правительство приняло решение о создании «Управления по вопросам народонаселения и въезда в Израиль» в Министерстве внутренних дел и установило, что полномочия израильской полиции в вопросах пограничного контроля и органа власти по иностранные работники в Министерстве иностранных дел будут переведены под ответственность директора Департамента народонаселения. Первоначально предполагалось, что перевод будет произведен до 1 ноября 2004 г. Однако эта дата была перенесена на январь 2006 г. и позднее до 1 января 2009 года.
13 апреля 2008 года тридцать первое правительство Израиля во главе с Эхудом Ольмертом решило создать «Управление по народонаселению, иммиграции и погранпереходам», которое заменит управляющего населением и будет отвечать за сектор народонаселения и обращение с иностранными гражданами. Среди прочего было решено расформировать иммиграционную полицию и передать новому органу полномочия по борьбе с нелегальными жителями. Задача создания была поручена руководителю Управления народонаселения Министерства внутренних дел и бывшему основателю иммиграционной полиции Яакову Ганоту, который был назначен на свою должность в июле 2007 года министром внутренних дел Рони Бар-Оном. 15 июля 2008 г. Управление сменило менеджера по народонаселению.
До создания Управления народонаселения и иммиграции директор Управления народонаселения подчинялся непосредственно генеральному директору Министерства внутренних дел и был разделен на Отдел регистрации и статуса, в который входили Отдел регистрации и паспортов, Визовый отдел. и статуса (отдел виз и иностранцев), а также отдел гражданства и отдел палат, который состоял из разбросанных по всей стране офисов управления населением, филиалов и пунктов регистрации. Кроме того, в состав управления входил отдел пограничного контроля. и отдел погранпереходов, действовавший в сотрудничестве с отделом пограничного контроля израильской полиции и подразделением по контролю за иностранцами. Сотрудники Управления народонаселения черпают свои полномочия из различных законов, а также из правил сертификации, установленных министром внутренних дел (дополнительное законодательство), в которых он уполномочивает должностных лиц осуществлять свои полномочия.
С июля 2013 года Управление начало выдавать биометрические удостоверения личности и паспорта.

## Структура
- Директорат по народонаселению (иврит: מנהל האוכלוסין) — отвечает за все вопросы в области регистрации населения и паспортов, гражданства и статуса, выдачи и продления виз и т. д. Директорат включает в себя 54 бюро, разбросанных по всей стране. Бывший директор заложил основу для создания Управления по народонаселению. Менеджер по населению включает в себя следующие отделы:
  - Отдел регистрации и биометрии (иврит: אגף מרשם וביומטרי) — (также называемый Отделом регистрации и статуса (иврит: אגף מרשם וביומטרי) и ранее Отделом иммиграции и регистрации (иврит: מחלקת רישום) является профессиональным органом по законам о регистрации населения, Закону об именах и Закону о паспортах. Отдел отвечает за предоставление профессиональных инструкций по вопросам удостоверений личности, проездных документов, регистрацию и исправление данных в реестре населения, решение вопросов суррогатного материнства за рубежом и регистрацию судебного постановления об установлении отцовства.[5]
  - Отдел виз и статуса (иврит: אגף אשרות ומעמד) — Департамент является профессиональным органом в области виз и статуса новых иммигрантов и иностранцев в соответствии с положениями Закона о возвращении и Закона о въезде в Израиль. Отдел виз и статуса является профессиональным органом по апелляциям и необычным и сложным делам, которые направляются Офисами менеджера по народонаселению. Кроме того, отдел является профессиональным органом в отношении ступенчатой процедуры для граждан Израиля, желающих жить в Израиле со своими супругами-негражданами.)
  - Отдел временного населения (иврит: אגף אוכלוסיות זמניות) — отвечает за обработку заявлений на въездные визы (визы) и их продление для туристов, наемных работников, волонтеров, студентов, священнослужителей, экспертов и т. д., а также работает с Гражданской администрацией по вопросам въезда иностранцев на Западный берег.[5]
  - Отдел гражданства (иврит: אגף אזרחות) — Отдел концентрируется на вопросах предоставления израильского гражданства в силу натурализации, предоставления и восстановления гражданства, а также уточнения статуса гражданства и определения статуса, отказа от израильского гражданства и его аннулирования и предоставления документации по вопросам гражданства, включая гражданство Земли Израиля. Кроме того, отдел является профессиональным органом и отвечает за написание процедур в области гражданства и предоставление ответов Бюро Управления народонаселения, а также за разъяснение и принятие решений в связи с запросами, поданными в израильские консульства по всему миру относительно гражданства и статуса.[5]
  - Отдел операций бюро (иврит: אגף תפעול לשכות) — Департамент отвечает за Бюро по управлению народонаселением (иврит: לשכות מנהל אוכלוסין) (ранее называвшиеся Бюро иммиграции и регистрации (иврит: לשכות רישום והגירה), подбюро и регистрационные станции, которые разбросаны по всей стране в 6 регионах: Иерусалим, Хайфа, Тель-Авив, Центральный, Северный и Южный и которые предоставляют ежедневные ответы на вопросы регистрации и статуса.[5]
- Директорат иностранных рабочих (иврит: מנהל עובדים זרים) — отвечает за регулирование трудоустройство иностранных рабочих в соответствии с политикой правительства в следующих секторах: сестринское дело, сельское хозяйство, строительство и иностранные специалисты и в национальных проектах; а также регулирование трудоустройства иорданских рабочих в районе Эйлата и палестинских рабочих в отраслях, разрешенных правительством и т. д. Менеджер занимается реализацией двусторонних соглашений о привлечении иностранных рабочих из разных стран, выдачей разрешений на трудоустройство иностранных рабочих и выдачей виз иностранным рабочим и выдачей разрешений на трудоустройство палестинских и иорданских рабочих в соответствии с политикой и квотами на трудоустройство, установленными правительством. Кроме того, отдел занимается выдачей лицензий корпорациям по найму рабочей силы и частным бюро в соответствии с законом. Менеджер также отвечает за осуществление административного принуждения в случаях нарушения законов, регулирующих трудоустройство палестинских и иорданских иностранных рабочих.
- Директорат по правоприменению и иностранцам (иврит: מנהל אכיפה וזרים) — отвечает за обеспечение соблюдения законов, касающихся пребывания иностранцев и трудоустройства иностранцев. Директорат был создан в июле 2010 года с целью объединения всех органов, участвующих в обеспечении соблюдения.[6] Директорат работает над сокращением числа нелегальных резидентов в Израиле и в то же время занимается защитой прав иностранных рабочих и условий их трудоустройства. Кроме того, директорат отвечает за работу с нелегалами и просителями убежища.
- Директорат пограничного контроля (ивр. מנהל ביקורת גבולות) — отвечает за работу пограничных переходов и осуществление пограничного контроля на 22 международных пограничных переходах Израиля: шести воздушных, восьми морских и девяти сухопутных. Пограничный контроль осуществляется через передовую линию, пограничных контролеров, которые проводят первоначальный опрос иностранных граждан и решают, выдавать ли разрешение на въезд в страну, и заднюю линию, где работают старшие контролеры и начальники смен, в обязанности которых входит проведение индивидуального опроса, если контролер на передней линии не смог определить характер заявителя на въезд.[7]

## Обязанности
Управление по вопросам народонаселения и иммиграции координирует различные аспекты работы с иностранными резидентами в Израиле, которые не являются гражданами Израиля, включая заявителей на алию и гражданство, постоянных резидентов, временных резидентов, священнослужителей с иностранным гражданством, студентов, волонтеров, туристов и тех, кому отказано во въезде в Израиль, палестинских рабочих, нелегальных резидентов, иностранных рабочих и беженцев. В управлении есть ряд сотрудников, отвечающих за обеспечение соблюдения иммиграционных законов работодателями (должность, ранее занимаемая Министерством промышленности, торговли и занятости), инспекторов, чья работа заключается в аресте нелегальных резидентов (ранее это была обязанность полиции), и сотрудников менеджера по вопросам народонаселения, которые имеют полномочия отдавать распоряжения о высылке из страны. Кроме того, в Управлении действует допросное подразделение, роль которого заключается в управлении обработкой заявлений просителей убежища в Израиле, включая собеседование с просителями убежища, полномочия по выдаче видов на жительство и рекомендации о том, кого следует признать беженцем. Решение этих вопросов требует проявления дискреционных полномочий, что вынуждает Управление рассматривать множество петиций, оспаривающих осуществляемые дискреционные полномочия.
Сотрудники Управления по учёту населения черпают свои полномочия из различных законов, а также из правил сертификации, установленных министром внутренних дел (вспомогательное законодательство), в которых он уполномочивает должностных лиц осуществлять свои полномочия.